# Sons of Thunder (album)
Sons of Thunder è il terzo album power metal band italiana Labyrinth.

## Il disco
Si tratta di un concept album che descrive l'innamoramento di re Luigi XIV per una donna di nome Kathryn, che egli scopre dopo averla vista raffigurata su un dipinto.

## Tracce
1. Chapter 1 – 6:02
2. Kathryn – 5:04
3. Sons of Thunder – 5:02
4. Elegy – 4:40
5. Behind the Mask – 4:29
6. Touch the Rainbow – 5:17
7. Rage of the King – 4:55
8. Save Me – 6:10
9. Love – 4:35
10. I Feel You – 4:17

## Formazione
- Rob Tyrant – voce
- Andrew McPauls – tastiere
- Anders Rain – chitarra
- Olaf Thorsen – chitarra
- Mat Stancioiu – batteria
- Gabriele D'Ascoli - basso

(riportato sui credits del cd sotto la voce "addictional recordings".

In realtà Gabriele D'Ascoli al tempo membro degli Angel's Grace,

sostituì Chris Breeze il quale aveva temporaneamente lasciato la band
a causa di una discussione con Neil Kernon)
- Neil Kernon - Engineer, Mixing
- Alferdo Cappello - Engineer, Remixing
- Claudio Giussani - mastering
- Simone Bianchi - Cover concept and painting
- Wowe - Fotografia
- Grafica Bisinella - Layout